# Tywica
Tywica (niem. Landhof) – wieś w Polsce położona w województwie zachodniopomorskim, w powiecie gryfińskim, w gminie Banie.
Według danych z 1 stycznia 2011 roku wieś zamieszkiwało 310 osób. 
W latach 1975–1998 miejscowość administracyjnie należała do województwa szczecińskiego.

## Zabytki
- Neobarokowy, piętrowy pałac (dwór) z ryzalitem w elewacji ogrodowe, w dolnej kondygnacji lekko boniowany[4].